# Idaea attentuata
Idaea attentuata är en fjärilsart som beskrevs av Jules Pièrre Rambur 1866. Idaea attentuata ingår i släktet Idaea och familjen mätare. Inga underarter finns listade i Catalogue of Life.